# Mechanizm refleksji
Mechanizm refleksji – w informatyce, proces, dzięki któremu program komputerowy może być modyfikowany w trakcie działania w sposób zależny od własnego kodu oraz od zachowania w trakcie wykonania. Związany z nim paradygmat programowania to programowanie refleksyjne.
Refleksja pozwala zarządzać kodem tak, jakby był danymi. Używa się jej najczęściej do zmieniania standardowego zachowania już zdefiniowanych metod lub funkcji, a także do tworzenia własnych konstrukcji semantycznych modyfikujących język. Z drugiej strony kod wykorzystujący refleksję jest mniej czytelny i nie pozwala na sprawdzenie poprawności składniowej i semantycznej w trakcie kompilacji.
Przykład zastosowania mechanizmu refleksji stanowią języki programowania, w których każdy element kodu źródłowego reprezentowany jest strukturami danych dostępnymi dla programisty. Nazywa się je językami homoikonicznymi, a kod źródłowy ich programów jest w istocie danymi. Od decyzji programisty zależy, które jego fragmenty będą wartościowane, a które traktowane jak wartości stałe niewymagające obliczeń. Proces ten może być wielokierunkowy, np. część kodu źródłowego może zostać potraktowana jak dane, przekształcona, a następnie znów wartościowana – w ten sposób działają tzw. makra składniowe w dialektach języka Lisp.
Mechanizm refleksji jest najczęściej spotykany w językach wysokiego poziomu, szczególnie opartych na maszynie wirtualnej.

## Przykłady

### C#
Poniższy przykład demonstruje użycie refleksji w języku C Sharp używając pakietu System.Reflection
```
//bez refleksji

Foo
 
foo
 
=
 
new
 
Foo
();

foo
.
hello
();

//z użyciem refleksji

var
 
type
 
=
 
Type
.
GetType
(
"namespace.Foo"
);
 
// string powinien zawierać namespace naszej klasy

var
 
foo
 
=
 
Activator
.
CreateInstance
(
type
);
 
// inicjacja obiektu określonego typu

MethodInfo
 
inf
 
=
 
type
.
GetMethod
(
"hello"
);

inf
.
Invoke
(
foo
);
 
// jako drugi parametr metoda Invoke przyjmuje tablicę Object[] są to parametry metody hello.

```

### Objective-C
Poniższy przykład demonstruje użycie refleksji w języku Objective-C
```
// bez refleksji

Foo
 
*
foo
 
=
 
[[
Foo
 
alloc
]
 
init
];

[
foo
 
hello
];

[
foo
 
release
];

// z refleksją

id
 
foo
 
=
 
[[
NSClassFromString
(
@"Foo"
)
 
alloc
]
 
init
];

SEL
 
selector
 
=
 
NSSelectorFromString
(
@"hello"
);

[
foo
 
performSelector
:
selector
];

[
foo
 
release
];

```

### Java
Poniższy przykład w języku Java wykorzystuje pakiet java.lang.reflect.
```
 
// bez refleksji

 
Foo
 
foo
 
=
 
new
 
Foo
();

 
foo
.
hello
();

 
// z refleksją

 
Class
 
cl
 
=
 
Class
.
forName
(
"Foo"
);

 
Method
 
method
 
=
 
cl
.
getMethod
(
"hello"
);

 
method
.
invoke
(
cl
.
newInstance
());

```

Oba fragmenty tworzą instancję klasy Foo, następnie wywołują metodę hello() tej klasy. Różnica polega na tym, że w pierwszym fragmencie nazwa klasy i metody są częścią kodu źródłowego, podczas gdy w drugim fragmencie możliwe jest przeniesienie ich do zmiennych, których wartość jest ustalana w czasie wykonania kodu.
Mechanizm refleksji pozwala także na zdobywanie informacji o klasach w trakcie wykonania programu. W poniższym przykładzie Klasa Main sprawdza jaki jest typ zwracany przez metody klasy Bar.
```
public
 
class
 
Bar
 
{

    
public
 
String
 
fun
(
Integer
 
i
)
 
{

        
return
 
"0"
 
+
 
i
 
+
 
", zglos sie!"
;

    
}

}

import static
 
java.lang.System.out
;

import
 
java.lang.reflect.*
;

public
 
class
 
Main
 
{

    
public
 
static
 
void
 
main
(
String
[]
 
args
)
 
throws
 
Exception
 
{

        
String
 
className
 
=
 
"Bar"
;

        
Class
 
c
 
=
 
Class
.
forName
(
className
);

        
Method
[]
 
methodArr
 
=
 
c
.
getDeclaredMethods
();

        
for
 
(
Method
 
m
 
:
 
methodArr
)
 
{

	    
out
.
print
(
"Klasa "
 
+
 
className
 
+
 
" ma metode '"
 
+
 
m
.
getName
()
 
+
 
"'"
);

	    
out
.
println
(
" ktora zwraca wartosc typu "
 
+
 
m
.
getReturnType
());

        
}

    
}

}

```

### Ruby
Przykład w języku Ruby, który dodaje metodę klasową once, pozwalającą zaznaczyć, że dana funkcja składowa klasy ma być wykonywana tylko raz. Podprogram modyfikuje kod oznaczonych metod w taki sposób, że nadaje im nową nazwę. Pod starą nazwą umieszcza nową metodę, która buforuje wartość zwracaną przez pierwotnie zdefiniowaną funkcję, tym samym pozwalając się jej wykonać tylko raz.
```
# part of date.rb - date and time library

# Author: Tadayoshi Funaba 1998-2008

class
 
Date

 
class
 
<<
 
self

    
def
 
once
(
*
ids
)
 
# :nodoc: -- restricted

      
for
 
id
 
in
 
ids

        
module_eval
 
<<-
"end;"

          
alias_method
 
:__
#{id.object_id}__, :#{id.to_s}

          
private
 
:__
#{id.object_id}__

          
def
 
#{id.to_s}(*args)

            
@__ca__
[
#{id.object_id}] ||= __#{id.object_id}__(*args)

          
end

        
end
;

      
end

    
end

    
private
 
:once

  
end

end

```

Inny przykład to rozszerzenie możliwości języka o konstrukcję automatycznie kasującą zawartość wskazanych przez programistę buforów, jeśli uruchomione zostaną wyszczególnione metody. Zadaniem metaprogramu jest tu również opakowanie metod, jednak zapamiętywane są identyfikatory ich obiektów a nie identyfikatory obiektów ich symbolicznych nazw. Metaprogram zawarto w przykładowym module BufferAffects, który można pobrać z serwisu GitHub. Domieszkując ten moduł możemy korzystać z dodatkowych metod klasowych pozwalających na stosowanie w kodzie klauzul buffers_reset_method i attr_affects_buffers:
```
require
 
'bufferaffects'
  
# http://gist.github.com/88178

class
 
Main

  
# domieszkowanie modułu

  
extend
 
BufferAffects

  
# metoda opróżniająca wykorzystywany bufor

  
buffers_reset_method
 
:reset_path_buffer

  
# pola które po zmianie powinny wpływać na

  
# zawartość bufora

  
attr_affects_buffers
 
:subpart

  
# standardowe akcesory pól

  
attr_accessor
        
:subpart
,
 
:otherpart

  
# metoda opróżniająca bufor

  
def
 
reset_path_buffer
(
name
)

    
@path
 
=
 
nil

    
p
 
"uruchomiono reset dla 
#{
name
}
"

  
end

  
# metoda z buforowanym wyjściem

  
def
 
path

    
@path
 
||=
 
@subpart
.
to_s
 
+
 
@otherpart
.
to_s

  
end

end

# tworzenie nowego obiektu

obj
 
=
 
Main
.
new

# ustawianie jednego z pól

# i wyświetlanie buforowanych wynikow

obj
.
subpart
 
=
 
'test'

p
 
obj
.
path

obj
.
subpart
 
=
 
'1234'

p
 
obj
.
path

```